# كأس الاتحاد الإنجليزي 1990–91
كأس الاتحاد الإنجليزي 1990–91 (بالإنجليزية: 1990–91 FA Cup)‏ هو الموسم 110 من  كأس الاتحاد الإنجليزي. الذي يشرف على تنظيمه الاتحاد الإنجليزي لكرة القدم، وفاز فيه توتنهام هوتسبير.